# منتخب البرتغال لهوكي الدحرجة للسيدات
منتخب البرتغال لهوكي الدحرجة للسيدات (بالبرتغالية: Seleção Portuguesa de Hóquei em Patins Feminino‏) هو ممثل البرتغال الرسمي في المنافسات الدولية في هوكي الدحرجة للسيدات
.